# Pisinoe
Na mitologia grega, Pisinoe  (do grego  Πεισινόη : "que controla as mentes" ou "que insiste ou teima com as mentes") era uma das sirenas, seres que eram metade ave e metade mulher, filhas do deus-rio Aqueloo e da musa Terpsícore, ou filhas de Aqueloo com Asterope, filha de Portaon e Eurite, filha de Hipodamas. Existem várias versões sobre os nomes das sirenas. Segundo o Pseudo Apolodoro,  são:  Thelxiepia, Pisínoe, Aglaope, Ligeia, Parténope e Leucósia
As  sereias  eram  ninfas que, com seu canto, enfeitiçavam os marinheiros, atraindo-os para a morte. Anteriormente, eram servas da deusa Perséfone. Quando esta foi raptada por Haides, Deméter deu-lhes corpos de pássaros, e enviou-as para ajudar na busca. Elas acabaram por desistir e se estabeleceram na ilha de Anthemoessa (identificada ora com  Ischia, ora com Capri, ambas no Golfo de Nápoles). As sirenas foram mais tarde encontradas pelos argonautas, que passaram por elas ilesos com a ajuda do poeta  Orfeu, que, com sua música, abafou o canto delas. Ulisses (ou Odisseu, personagem da Odisseia , de Homero),  também conseguiu passar por elas, amarrando-se ao mastro do seu navio e obrigando seus marinheiros a taparem os  ouvidos com cera. As sereias ficaram tão aflitas com o estratagema de Ulisses que  se jogaram no mar e se afogaram. 
Na Antiguidade, as sereias eram representados como aves, com a cabeça  (ou toda a  parte superior do corpo) de mulher. Na arte mosaica, eram representadas apenas com as pernas de aves.